# Запис Ђорђевића орах (Текија)
Запис Ђорђевића орах (Текија) се налази на парцели чији је власник Ђорђевић Љубиша.

## Локација
| Општина             | Параћин                                                                     |
| Катастарска општина | Текија                                                                      |
| Потес               | Бекина бара                                                                 |
| Координате          | 43° 50′ 23″ С; 21° 25′ 34″ И / 43.839700000000001° С; 21.426100000000002° И |
| Надморска висина    | 152m                                                                        |

## Карактеристике
Дендрометријске вредности утврђене на терену и сателитским снимцима:
| Стабло                     | Орах |
| Висина стабла              | m    |
| Обим дебла                 | m    |
| Пречник крошње             | 11m  |
| Пречник дебла              | m    |
| Висина дебла до прве гране | m    |

## База записа
Запис је у оквиру Викимедија пројекта "Запис - Свето дрво" заведен под редним бројем 0664.